# Great Guns
Pour plus de détails, voir Fiche technique et Distribution.
Great Guns est un court métrage d'animation américain de la série Oswald le lapin chanceux, produit par les studios Disney et sorti le 17 octobre 1927.

## Synopsis
Le pays d'Oswald est en guerre, et le lapin, volontaire, rejoint les troupes dans les tranchées. Il se bat mais est blessé au point que sa petite amie, infirmière de la croix rouge, doit le reconstituer.

## Fiche technique
- Titre : Great Guns
- Série : Oswald le lapin chanceux
- Réalisateur : Walt Disney
- Animateur[1] : Ub Iwerks, Hugh Harman, Friz Freleng, Rollin Hamilton, Ben Clopton, Norm Blackburn et Les Clark
- Camera[1] : Mike Marcus
- Producteur : Charles Mintz
- Production : Disney Brothers Studios sous contrat de Robert Winkler Productions
- Distributeur : Universal Pictures
- Date de sortie : 17 octobre 1927[1],[2],[3]
- Autres dates[1] :
  - Dépôt de copyright : 15 septembre 1927 par Universal
  - Première à New York : 10 octobre 1927 au Colony Theater en première partie de Surrender
  - Ressortie sonorisée : 29 février 1932[1]
- Format d'image : Noir et Blanc
- Durée : 6 min
- Langue : (en)
- Pays de production :  États-Unis